# Afzal ad-Dawlah, Asaf Jah V
Afzal ad-Dawlah, Asaf Jah V (11 ottobre 1827 – 26 febbraio 1869) fu nizam di Hyderabad dal 1857 al 1869.

## Biografia
Dopo la morte di Nasir-ud-dawlah, Asif Jah IV, salì al trono Asaf Jah V che fu un monarca centrale per quanto riguarda la storia dell'Hydebarad nell'Ottocento. Egli si preoccupò di riformare il sistema giuridico del paese, istituendo anche un sistema postale e dando ordine di costruire la prima ferrovia e la prima rete telegrafica del paese.
Il 31 agosto 1861 ricevette l'Ordine della Stella d'India dal governo britannico, mentre nel medesimo anno i coloni inglesi suddividevano il suo dominio in sedici distretti. Nel 1855 venne fondata anche la tesoreria statale.
Egli morì il 26 febbraio 1869.